# Никифоровка (Иссинский район)
Никифоровка — село в Иссинском районе Пензенской области. Входит в состав Знаменско-Пестровского сельсовета.

## География
Расположено на берегу реки Пелетьмы в 7 км на северо-восток от центра сельсовета села Знаменская Пестровка и в 32 км на севро-восток от райцентра посёлка Исса.

## История
Поселена Калистратом Пестрово и подполковником Никифором Приклонским в конце XVII в. С 1780 г. входила в состав Инсарского уезда Пензенской губернии. В середине XIX века — в составе Никольско-Пёстровской волости. В 1782 г. – сельцо Покровское, Пестровка тож, Василия Ивановича Левашова, Анны Васильевны Жмакиной, Пелагеи Степановны Мухановой, Дмитрия и Павла Степановичей Язвковых, Алексея Алексеевича Путятина, а также указанных ниже Н.И. Алферова, Д.М. Хардина и Ф.Т. Честилина, имело 76 дворов, господский дом деревянный, всей дачи – 1658 десятин, в том числе усадебной земли – 114, пашни – 1250, сенных покосов – 157; располагалось на Пензенско-Саранской большой дороге, по обе стороны вершины речки Пелетьмы и на правой стороне безымянного отвершка. В 1785 г. показано за помещиками Николаем Ивановичем Алферовым (37 ревизских душ), Степанидой Васильевной Митковой (12), Лаврентием Петровичем Мухановым (35), Павлом Платоновичем Растрыгиным (47), Дмитрием Михайловичем Хардиным (11), Федором Тимофеевичем Честилиным (9). В период отмены крепостного права показано за  Екатериной Ивановной Философовой. В 1896 г. – 116 дворов. В 1911 г. — в составе Бутурлинской волости, 4 крестьянских общины, 143 двора, 9 ветряных мельниц, шерсточесалка, кузница, 2 лавки.
С 1928 года село являлось центром сельсовета Иссинского района Пензенского округа Средне-Волжской области (с 1939 года — в составе Пензенской области). В 1939 г. – центральная усадьба колхоза «9 Января» (организован в 1931 г.), 112 дворов. В 1955 г. – бригада колхоза имени Ленина, село в составе Знаменско-Пестровского сельсовета.

## Население
| 1782 | 1864 | 1877 | 1897 | 1911 | 1926 | 1930  |
| ---- | ---- | ---- | ---- | ---- | ---- | ----- |
| 552  | ↘399 | ↗646 | ↗759 | ↗868 | ↗986 | ↗1044 |
| 1940 | 1959 | 1979 | 1989 | 1996 | 2002 | 2010  |
| ↘492 | ↘458 | ↘315 | ↘230 | ↘193 | ↘149 | ↘117  |